# ケイトリン・アシュレイ
ケイトリン・アシュレイ（Kaitlyn Ashley、1971年6月29日 - ）は、アメリカ合衆国出身の元ポルノ女優。

## 来歴
将来の夫となるジェイ・アシュレイと高校時代に知り合い、15歳の時に駆け落ち同然に家出。ジェイが海兵隊の任務で8ヶ月間をソマリアに滞在していた折には、獣医の助手の仕事をしていた。 やがてジェイが帰国すると2人でカリフォルニア州へと移住。そしてジェイの提案でポルノ界へ。
1993年から1997年までポルノ映画で活躍し、300本以上の作品群に出演。多くの作品でジェイと共演している。アナルセックス、膣とアナルへの同時挿入、レズビアン、異人種間のシーンなどが有名となった。
そのおよそ4年間の経歴において、助言や物質的な援助を与えてくれたニナ・ハートレーとデビー・ダイアモンドを信頼していた。特にデビー・ダイアモンドとの共演を好んだ。いわくデビーは母親か姉のような存在で常に気を配ってくれていたものの、演技中には野性的であったのだという。デビュー当時にハートレーがそばにいたことは幸運であったと語っている。この業界で注意すべきことについての多くの助言をくれたのがハートレーであった。
1997年の後半頃に東海岸へ転居。そして事実上ポルノ映画界から引退した。

## 出演作の一部
- 1993年：『Sodomania 6』
- 1993年：『Anal Rampage 2』
- 1993年：『Tales from the Clit』
- 1994年：『猥褻クリニック (The Analizer)』
- 1994年：『金髪肉番付 (Superstar Sex Challenge)』
- 1994年：『アニマルプリズン2 (Bad Girls 2: Strip Search)』
- 1994年：『スーパー・エクスタシー/女神 (American Blonde)』
- 1994年：『Shame』
- 1994年：『Starlet』
- 1994年：『変態看護婦 (Let's Play Doctor)』
- 1995年：『セックス・コラムニスト (Lonely Hearts)』
- 1995年：『挑発 (Hollywood Sex Tour)』
- 1995年：『スチュワーデス・ストーリー/処女飛行 (Topless Stewardesses)』
- 1995年：『時計じかけの淫乳 (A Clockwork Orgy)』
- 1995年：『デス・オルガ/淫獣士 (Head Trip)』
- 1995年：『セクシャル・タイムトラベラー (Sex Bandits)』
- 1995年：『タツミネーター2 (Penetrator 2: Grudge Day)』
- 1996年：『すけべっ娘 8』（h.m.p）
- 1996年：『タイムコック (Lust Runner)』
- 1996年：『Biography: Kaithlyn Ashley』
- 1997年：『エロトマニア (Beautiful)』
- 1997年：『Rudy』
- 1997年：『Private Diary Of Tori Welles』

## 受賞
- 1995年 AVN 最優秀助演女優（ビデオ） - 『Shame』[2]
- 1996年 AVN 年間最優秀女優[2]
- 2001年 AVN殿堂顕彰[3]